# TJ Rovinka
TJ Rovinka (celým názvem: Telovýchovná jednota Rovinka) je slovenský fotbalový klub, který sídlí v obci Rovinka. Založen byl v roce 1947 pod názvem TJ Sokol Štefánikovce. Od sezóny 2014/15 působí ve třetí fotbalové lize, sk. Bratislava.
Své domácí zápasy odehrává na stadionu TJ Rovinka s kapacitou 1 000 diváků.

## Historické názvy
Zdroj: 
- 1947 – TJ Sokol Štefánikovce (Telovýchovná jednota Sokol Štefánikovce)
- 1960 – TJ Družstevník Rovinka (Telovýchovná jednota Družstevník Rovinka)
- TJ Rovinka (Telovýchovná jednota Rovinka)

## Umístění v jednotlivých sezonách
Stručný přehled
Zdroj: 
- 1997–2004: 4. liga BFZ – sk. A
- 2010–2011: 3. liga BFZ
- 2011–2014: Majstrovstvá regiónu BFZ
- 2014–: 3. liga – sk. Bratislava

Jednotlivé ročníky
Zdroj: 
Legenda: Z – zápasy, V – výhry, R – remízy, P – porážky, VG – vstřelené góly, OG – obdržené góly, +/− – rozdíl skóre, B – body, červené podbarvení – sestup, zelené podbarvení – postup, fialové podbarvení – reorganizace, změna skupiny či soutěže
| Slovensko (1997–) |                          |        |    |    |   |    |    |    |     |    |        |
| Sezóny            | Liga                     | Úroveň | Z  | V  | R | P  | VG | OG | +/− | B  | Pozice |
| 1997/98           | 4. liga BFZ – sk. A      | 4      | 30 | 11 | 4 | 15 | 46 | 66 | −20 | 37 | 12.    |
| 1998/99           | 4. liga BFZ – sk. A      | 4      | …  | …  | … | …  | …  | …  | …   | …  |        |
| 1999/00           | 4. liga BFZ – sk. A      | 4      | 30 | 9  | 7 | 14 | 40 | 46 | −6  | 34 | 12.    |
| 2000/01           | 4. liga BFZ – sk. A      | 4      | 30 | 13 | 7 | 10 | 45 | 56 | −11 | 46 | 8.     |
| 2001/02           | 4. liga BFZ – sk. A      | 4      | 30 | 11 | 5 | 14 | 34 | 52 | −18 | 38 | 7.     |
| 2002/03           | 4. liga BFZ – sk. A      | 4      | 30 | 15 | 8 | 7  | 45 | 33 | +12 | 53 | 5.     |
| 2003/04           | 4. liga BFZ – sk. A      | 4      | 30 | 7  | 6 | 17 | 35 | 71 | −36 | 27 | 15.    |
| …                 |                          |        |    |    |   |    |    |    |     |    |        |
| 2010/11           | 3. liga BFZ              | 4      | 26 | 11 | 7 | 8  | 45 | 37 | +8  | 40 | 4.     |
| 2011/12           | Majstrovstvá regiónu BFZ | 4      | 30 | 11 | 8 | 11 | 47 | 44 | +3  | 41 | 9.     |
| 2012/13           | Majstrovstvá regiónu BFZ | 4      | 30 | 15 | 9 | 6  | 64 | 42 | +22 | 54 | 5.     |
| 2013/14           | Majstrovstvá regiónu BFZ | 4      | 32 | 17 | 5 | 10 | 55 | 38 | +17 | 56 | 5.     |
| 2014/15           | 3. liga – sk. Bratislava | 3      | 30 | 12 | 6 | 12 | 41 | 41 | 0   | 42 | 8.     |
| 2015/16           | 3. liga – sk. Bratislava | 3      | 30 | 15 | 4 | 11 | 46 | 37 | +9  | 49 | 6.     |
| 2016/17           | 3. liga – sk. Bratislava | 3      | 30 | 11 | 6 | 13 | 53 | 59 | −6  | 39 | 9.     |
| 2017/18           | 3. liga – sk. Bratislava | 3      | 30 |    |   |    |    |    |     |    |        |